# Samsung Galaxy S10
Samsung Galaxy S10 linija je pametnih telefona južnokorejske tvrtke Samsung Electronics. Najavljeni su tijekom tiskovne konferencije 20. veljače 2019. godine. Linija se sastoji od četiri uređaja - Galaxyja S10, S10+, S10e i S10 5G.

## Hardver
Linija se sastoji od četiri modela s različitim hardverskim specifikacijama. Glavni modeli, S10 i S10+, sadrže 6,1 i 6,4 inčni "Dynamic AMOLED" zaslon rezolucije 3040x1440 piksela s podrškom za HDR10+ i tehnologiju "dinamičnog mapiranja tonova". Rubovi zaslona su zakrivljeni i prelaze preko rubova uređaja. Za razliku od prošlih modela, prednje kamere nalaze se unutar izreska u gornjem desnom kutu zaslona, a ispod zaslona nalaze se i ultrazvučni senzori otiska prsta. Iako je ultrazvučni senzor brži od optičkog koji se nalazio u prošlim modelima, nije kompatibilan sa svim zaštitnim folijama za zaslon. Međunarodne varijante uređaja koriste Exynos 9825 SoC, dok američke i kineske varijante koriste Qualcomm Snapdragon 855. Uređaji dolaze s 128 ili 512 GB pohrane i sadrže tri stražnje kamere.
Galaxy S10e najmanji je model iz linije. Sadrži 5,8 inčni AMOLED zaslon rezolucije 2280x1080 piksela bez zakrivljenja preko rubova uređaja. Senzor otiska prsta nalazi se unutar tipke za uključivanje uređaja i sadrži samo dvije stražnje kamere. Galaxy S10 5G najveći je model u liniji. Sadrži 6,7 inčni zaslon i bateriju od 4500 mAh. S10 5G podržava petu generaciju mobilnih mreža.

## Softver
Svi uređaje iz linije koriste Googleov operacijski sustav Android 9.0 "Pie" i Samsungovo korisničko sučelje One UI. Glavna značajka One UI-ja je pozicioniranje elemenata korisničkog sučelja blizu donje polovice zaslona za lakše korištenje uređaja s velikim zaslonima.